# Psilotreta labida
Psilotreta labida là một loài Trichoptera trong họ Odontoceridae. Chúng phân bố ở miền Tân bắc.